# Лещенко Сергій Анатолійович
Сергій Анатолійович Лещенко (нар. 30 серпня 1980, Київ, УРСР) — український політик, народний депутат ВРУ VIII скл., член Комітету з питань запобігання і протидії корупції. Заступник головного редактора «Української правди» (2002—2014).
Член наглядової ради «Укрзалізниці» (з грудня 2019 року). У січні 2020 року обраний керівником новоствореного комітету з питань комплаєнсу та антикорупції.

## Життєпис
2003 року закінчив Інститут журналістики КНУ ім. Шевченка. Кар'єру журналіста почав 2000 року з випробувального терміну в програмі новин «Репортер» на «Новому каналі» під керівництвом Андрія Шевченка. У вересні 2000 року став кореспондентом «Української правди». Продовжував працювати у редакції регіональних новин «Нового каналу» до весни 2001 року, поєднуючи це з роботою в «УП». У березні 2001 звільнився з «Нового каналу». У 2002 році став заступником головного редактора «УП». 2010 року увійшов до складу руху «Стоп цензурі!».
2012 року став членом руху «Чесно». 2012 року навчався у Великій Британії у рамках стипендіальної програми Меморіального фонду Джона Сміта (John Smith Fellowship). 2013—2014 стажувався у Фонді підтримки демократії (NED) у Вашингтоні за програмою ім. президента Рейгана та конгресмена Фассела. 2013 року брав участь у літній програмі Draper Hills Fellows Program при Стенфордському Університеті, США.
2014 року обраний народним депутатом України VIII скликання від партії Блок Петра Порошенка. Очолив підкомітет з питань міжнародного співробітництва та імплементації антикорупційного законодавства Комітету ВРУ з питань запобігання і протидії корупції.
2015—2016 — викладав журналістику в Українському католицькому університеті (Львів) та антикорупційний курс лекцій в Національному університеті «Києво-Могилянська академія» (Київ).
У червні 2013 року опублікував книгу «Американська сага Павла Лазаренка», засновану на матеріалах розслідування, проти колишнього прем'єр-міністра України Павла Лазаренка в США. Після Євромайдану Лещенко написав книгу «Межигірський синдром. Діагноз влади Віктора Януковича», яка була видана у вересні 2014 року. Гонорар з продажу книги Лещенко перерахував на діяльність Благодійного фонду «Таблеточки»[джерело?].

## Парламентська діяльність
Народний депутат України 8-го скликання з 27 листопада 2014 року. Обраний від партії «Блок Петра Порошенка» по партійному списку (No 19). Голова підкомітету з питань міжнародного співробітництва та імплементації антикорупційного законодавства Комітету Верховної Ради України з питань запобігання і протидії корупції.
Був членом об'єднання «ЄвроОптімисти» та «Рівні можливості». 2015 року став співавтором проєктів законів, спрямованих на забезпечення свободи слова в Україні, зокрема проєкт Закон «Про внесення змін до деяких законодавчих актів України (щодо недопущення вимоги попереднього погодження повідомлень і матеріалів, які поширюються друкованими ЗМІ)». Співавтор та доповідач Закону України «Про внесення змін до деяких законодавчих актів України щодо запобігання і протидії політичній корупції», яким передбачається зменшення ризиків політичної корупції шляхом внесення комплексних змін до законодавства України у сфері фінансування політичних партій та передвиборчої агітації шляхом прямого державного фінансування політичних партій, що посилює їхню фінансову незалежність.
26 листопада 2015 року оприлюднив документи, які мали би підтверджувати, що в Швейцарії було відкрито кримінальну справу за підозрою у хабарництві та «відмиванні» коштів проти тодішнього народного депутата від «Народного фронту» Миколи Мартиненка. Через розслідування Мартиненко склав депутатський мандат. Рішення Апеляційної палати Федерального кримінального суду Швейцарії виправдало Мартиненка за звинуваченням у відмиванні грошей на території Чехії та України.
Разом з іншими народними депутатами провів агітаційну кампанію восени 2017 року за акцію «Всеукраїнський збір» за «велику політичну реформу», вимогами якої були створення антикорупційного суду, скасування депутатської недоторканності, зміна виборчого законодавства на пропорційну систему з відкритими списками.
З 2017 року на 24 телеканалі записує відеоблоги, де розповідає про політичну ситуацію в країні.
Кандидат у народні депутати по одномандатному виборчому округу № 220 (Подільський район Києва) на парламентських виборах 2019 року. Самовисуванець. Безпартійний. Отримав 12 % голосів, посів 3-є місце.
23 травня 2019 року передав Генпрокуратурі матеріали, які йому повернуло ФБР після посадки Манафорта (так звану амбарну книгу Януковича).

## Критика

### Скандал із купівлею нерухомості
6 вересня 2016 року стало відомо, що Лещенко придбав квартиру в новобудові в історичному центрі Києва площею 192 м² за 7,5 млн грн (понад $300 тис.) За словами Сергія, половина суми були позикою від Олени Притули, частина — заощадження, решта — гроші його дівчини Анастасії Топольської. Зважаючи на суспільний резонанс, 7 вересня 2016 року Лещенко попросив НАЗК та НАБУ перевірити придбання житла.
19 вересня 2016 року НАБУ оголосило, що не знайшло кримінального правопорушення у справі. Перевірка НАЗК 1 грудня 2016 року показала, що Лещенко отримав знижку від забудовника на 1,8 млн грн. 15 лютого 2017 року Печерський суд Києва закрив справу за протоколом НАЗК «за відсутністю складу адміністративного правопорушення».

### Сутичка у Верховній Раді
9 лютого 2017 року народний депутат від фракції «Блок Петра Порошенка» Іван Мельничук та Сергій Лещенко влаштували бійку у сесійній залі Верховної Ради України. За твердженням Лещенка конфлікт стався нібито через пост у Facebook, в якому Лещенко написав, що депутати від фракції «Блок Петра Порошенка» навмисно зривають засідання антикорупційного комітету, аби згодом звинуватити комітет у неспроможності. Сергій Лещенко вдарив в обличчя Івана Мельничука, а той пошкодив піджак Лещенка.

### Закон про функціонування української мови як державної
Не підтримав мовний закон, хоча був присутній у залі, та за підсумками голосування значиться як відсутній.
Став об'єктом критики руху «Відсіч» у межах кампанії «Червоні лінії».

### Звинувачення у брехні Рудольфа Джуліані, адвоката Трампа
11 травня 2019 року адвокат президента США Дональда Трампа Рудольф Джуліані скасував візит до України, пояснивши це тим, що тоді він опинитися би в середовищі людей, які є ворогами президента, а в деяких випадках ворогами Сполучених Штатів, «і в одному випадку вже засудженої особи, яка була залучена до допомоги демократам на виборах 2016 року» та назвав прізвище Лещенко, який оприлюднив «чорну книгу».
Сам Лещенко у своєму блозі на «Українській правді» написав, що генпрокурор Юрій Луценко дезінформував Джуліані, щоб залишитись на своїй посаді. За його словами, «Луценко систематично дезінформує Джуліані з метою збереження своєї посади генпрокурора». Також дезінформацією з боку Луценка нардеп називає те, що в Україні його було засуджено за втручання в американські вибори. 17 липня того ж року Лещенко опублікував рішення Шостого апеляційного суду, який відмовив у позові проти Лещенка у справі про ймовірне втручання у вибори президента США в 2016 році.
23 травня 2019 року Лещенко передав Генпрокуратурі оригінали контрактів, які йому повернуло ФБР після посадки Манафорта і підтверджують амбарну книгу Януковича, і написав: «Нехай більше не бреше Джуліані».

### Корупція в Укрзалізниці
Після призначення Сергія Лещенка керівником комітету з питань комплаєнса та антикорупції на початку 2020 року проблеми з корупцією в держкомпанії залишились. СБУ та інші правоохоронні органи продовжили публікувати факти розкрадання коштів на залізниці, вимагання хабарів зі сторони керівництва Укрзалізниці та ініціюють резонансні розслідування. Зокрема Укрзалізниця планує закупити у компанії Інтерпайп, що належить олігарху Віктору Пінчуку колеса для потягів на суму 1,9 млрд грн по завищеній вдвічі ціні — 30 тис. грн за одиницю проти 19 тис. грн в минулих закупівлях.

## Курйози
Бувши членом Наглядової ради Укрзалізниці, Сергій Лещенко не зміг відповісти наживо на запитання журналіста щодо ширини колії української залізниці.

## Особисте життя
Сергій Лещенко був одружений з українською діджейкою Анастасією Топольською від 2017 до грудня 2022 року.

## Книги
- «Американська сага Павла Лазаренка» (2013)
- «Межигірський синдром» (2014)

## Відзнаки
- 2004 — 2-ге місце в конкурсі «Найкраще журналістське розслідування — 2004» (спільний проєкт Інституту масової інформації, Посольства Франції в Україні та Могилянської школи журналістики).
- 2006 — лауреат премії імені Олександра Кривенка.
- 2006 — лауреат у номінації «Людина року в галузі друкованих ЗМІ» загальнонаціональної програми «Людина року — 2006»
- 2006 — «Персона року» в конкурсі «Лідери українського інтернету», організованому журналом Internet.ua.
- 2011 — журналістська премія Східного партнерства від організації Fundacja Reporterow за статтю-розслідування «Офшорний дах для Януковича та Клюєва»[29].
- 2013 — Премія імені Герда Буцеріуса «Вільна преса Східної Європи[ru]»[30].
- 2013 — 55-е місце в списку 100 найвпливовіших людей України за версією журналу «Кореспондент»[31].
- 2014 — увійшов до списку «100 героїв інформації», вперше опублікованого організацією «Репортери без кордонів»[32][33]
- 2014 — увійшов до рейтингу ТОП-100 блогерів України за рейтингом «Факти» ICTV (https://web.archive.org/web/20180411031712/http://bloggers.fakty.ictv.ua/vote-item/2310)